# 備後町 (大阪市)
備後町（びんごまち）は、大阪府大阪市中央区の町名。現行行政地名は備後町一丁目から備後町四丁目。

## 地理
船場のうち北から9番目の町で、北は瓦町、南は安土町、東は東横堀川を挟んで本町橋、西は西横堀川跡の阪神高速1号環状線北行きを挟んで西区靱本町とそれぞれ接する。

### 河川
- 東横堀川

## 歴史
1872年（明治5年）まで、現在の3丁目と4丁目のうち丼池筋 - 心斎橋筋間は升屋町、心斎橋筋 - 御堂筋間は御堂前町、御堂筋以西は津村南之町、西横堀川沿いは浜町という町名だった。
1962年（昭和37年）に埋め立てられた西横堀川には相生橋が架橋されていた。

### 地名の由来
1600年（慶長5年）に東横堀川に架橋された備後橋が町名の由来である。なお、元和偃武以降は現在に至るまで東横堀川には架橋されていない。

## 世帯数と人口
2019年（平成31年）3月31日現在の世帯数と人口は以下の通りである。
| 丁目                 | 世帯数  | 人口  |
| -------------------- | ------- | ----- |
| 備後町一丁目         | 320世帯 | 562人 |
| 備後町二丁目         | 92世帯  | 128人 |
| 備後町三丁目・四丁目 | 20世帯  | 30人  |
| 計                   | 432世帯 | 720人 |

### 人口の変遷
国勢調査による人口の推移。
| 1995年（平成7年）  | 35人  | [ 5 ] |  |
| 2000年（平成12年） | 31人  | [ 6 ] |  |
| 2005年（平成17年） | 114人 | [ 7 ] |  |
| 2010年（平成22年） | 226人 | [ 8 ] |  |
| 2015年（平成27年） | 605人 | [ 9 ] |  |

### 世帯数の変遷
国勢調査による世帯数の推移。
| 1995年（平成7年）  | 12世帯  | [ 5 ] |  |
| 2000年（平成12年） | 14世帯  | [ 6 ] |  |
| 2005年（平成17年） | 69世帯  | [ 7 ] |  |
| 2010年（平成22年） | 152世帯 | [ 8 ] |  |
| 2015年（平成27年） | 359世帯 | [ 9 ] |  |

## 事業所
2016年（平成28年）現在の経済センサス調査による事業所数と従業員数は以下の通りである。
| 丁目         | 事業所数  | 従業員数 |
| ------------ | --------- | -------- |
| 備後町一丁目 | 151事業所 | 3,537人  |
| 備後町二丁目 | 131事業所 | 5,592人  |
| 備後町三丁目 | 217事業所 | 4,170人  |
| 備後町四丁目 | 61事業所  | 1,348人  |
| 計           | 560事業所 | 14,647人 |

## 施設

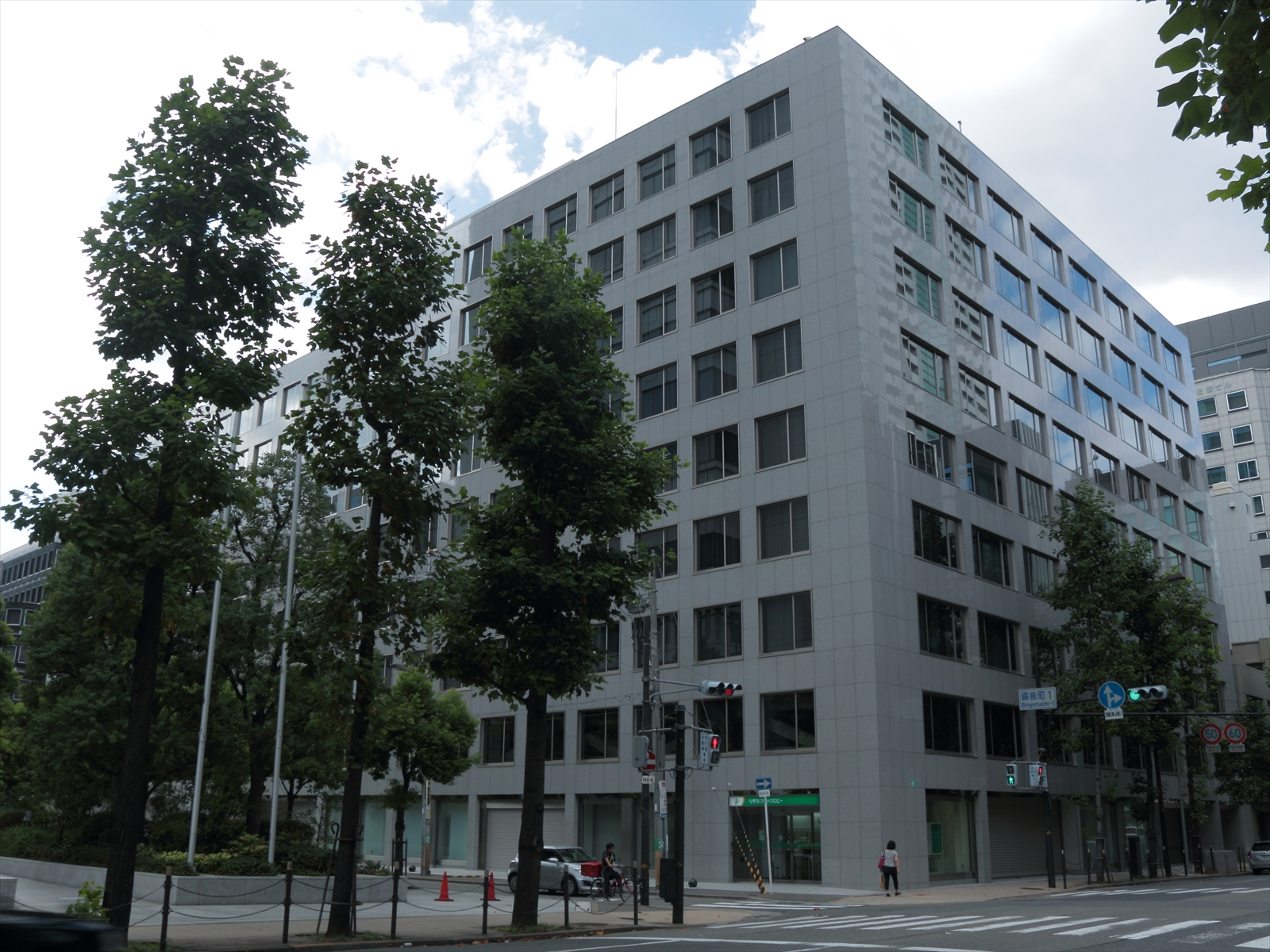
青山ビル

### 公共施設
- りそな銀行本社ビル
- 第二野村ビルディング
- 大阪東郵便局

### 企業
- りそな銀行
- りそな総合研究所
- 関西みらい銀行
- シキボウ
- 日本精化
- アルボース
- 小泉成器
- 小泉産業
- 小泉
- 東邦金属
- シークス
- 繊維ニュース
- ショーエイコーポレーション

### かつて存在した施設
- 堺筋野村ビルディング

## 交通

### 鉄道
- 最寄り駅はOsaka Metroの本町駅および堺筋本町駅。

### 道路
高速
- 阪神高速1号環状線

国道
- 国道25号（御堂筋）

主要地方道
- 大阪府道102号恵美須南森町線（堺筋）

## その他

### 日本郵便
- 〒541-0051[3]（集配局：大阪東郵便局[11]）